# Шингу-асурини
Шингу-асурини (Asuriní de Koatinema, Asurini do Xingú, Asurini of Xingú, Awaeté, Awaté, Xingu Asurini) — язык тупи-гуарани, на котором говорят в одной значительной деревне в районе реки Писава с рекой Шингу около города Альтамира штата Пара в Бразилии. Большинство говорящих являются монолингвами. Население старше 40 лет также использует португальский язык. Отличается от языков аквава (тонкатинский асурини) и аравети.

## Некоторые фразы
- Ažarambe tyka — приветствие используется при прибытии в дом (жилище)
- Erežarambe pe — приветствие к человеку, который пришёл на место